# Pedro Miguel Paiva
Pedro Miguel Paiva (Covilhã, Junho de 1973) é um autor e produtor de programas de televisão de Portugal.

## Biografia
Escreveu para o Jornal Nova Maré editado pela Secundária José Afonso, e promoveu e idealizou a produção de uma série de televisão, produzida pela mesma escola para a RTP 2 intitulada Ideias Frescas em 1992. De 1992 a 1996 apresentou e produziu um programa de rádio Outras Margens diário entre as 21h e 24h na Rádio Seixal. Fundou em 1994 com Ricardo Silva, Rui Unas e José Oliveira a Sigma 3 - Criação e Produção de Projectos Televisivos. Em 1996 a 31 de Março, vê a estreia do seu primeiro projecto televisivo como profissional de TV: Alta Voltagem. 
Hoje é director de produção TV nos programas produzidos pela Sigma 3 e faz realização televisiva.

## Vida
Nasceu em Junho de 1973. Concluiu o 12º ano na escola secundária José Afonso em Seixal. 

## Carreira

### Autor
- Alta Voltagem - RTP 1 - 1996/1997
- 3:000 Segundos - RTP 1 - 1997
- Curto Circuito - CNL / Sic Radical - 1999/ainda em exibição[1]
- CC Estúdio 2 - Sic Radical - 2005/2006
- Conversas Ribeirinhas - Sic Radical - 2005/2006
- Megaphone - Sic Radical - 2006/2008
- A Última Ceia - Sic Radical - 2010/2011
- CC All Stars - Sic Radical - 2013

### Direcção de Produção TV
- Alta Voltagem - RTP 1
- 3:000 segundos - RTP 1
- Meia de Música - RTP2
- Especial... de Música - RTP1
- Antestreia - RTP1
- Curto Circuito - CNL - Sic Radical
- CC Estúdio 2 - Sic Radical
- Cabaret da Coxa - Sic Radical
- Cine XL - Sic Radical
- Hypertensão - Sic Radical
- Beatbox - Sic Radical
- Conversas Ribeirinhas - Sic Radical
- Megaphone - Sic Radical
- CC Estúdio 2 - Sic Radical
- O Novo Programa do Rui Unas - Sic Radical
- O Show do Unas - Sic Radical
- Exame Informática TV - Sic Notícias
- A Última Ceia - Sic Radical
- Isto é Matemática - Sic Notícias
- Anti Social - Sic Radical
- Irritações - Sic Radical
- Boa Cama Boa Mesa - Sic Notícias

### Coordenação e Realização das emissões de Festivais de Verão na SIC Radical
- Rock In Rio - 2004, 2006, 2008, 2010, 2012, 2014; 2016; 2018
- Festival Sudoeste - 2001, 2002, 2003, 2004, 2005, 2006, 2007, 2008, 2009, 2010, 2011, 2012, 2013, 2014, 2015, 2016; 2017; 2018
- Super Bock Super Rock - 2006, 2007, 2008, 2009, 2010, 2011; 2012, 2013, 2014, 2015, 2016; 2017: 2018
- Festival de Vilar de Mouros - 2001, 2002 e 2003;
- Festival Paredes de Coura - 2001, 2002, 2003, 2005, 2007 e 2008; 2015;
- Festival Optimus Alive - 2007, 2008, 2009, 2010 e 2011;
- Festival Creamfields - 2007.